# 1 Korpus Zmechanizowany (ZSRR)
1 Korpus Zmechanizowany (ros. 1-й механизированный корпус) – wyższy związek taktyczny wojsk zmechanizowanych Armii Czerwonej.

## Historia
Korpus sformowany w Leningradzkim Okręgu Wojskowym. Formowanie korpusu zaczęto 9 czerwca 1940 roku. Siedzibą dowództwa korpusu był Psków. Dowództwo Korpusu sformowany na bazie 20 Ciężkiej Brygady Czołgów im. S. M. Kirowa. W czerwcu 1941 służbę w korpusie pełniło 32 527 żołnierzy i oficerów. Obsadzone było 60 – 80% etatowego stanu oficerów oraz 70 – 92% etatowego stanu podoficerów. W dniu  22 czerwca 1941 roku (atak III Rzeszy na Związek Radziecki) na wyposażeniu korpusu było: 926 czołgów, w tym: 523 BT, 365 T-26, w tym 50 czołgów z miotaczami płomieni (chemiczne), 38 T-28 oraz 127 samochodów pancernych, w tym: 50 BA-10 i 24 BA-20.
Drugie formowanie 1 Korpusu Zmechanizowanego nastąpiło 8 września 1942 roku na bazie 27 Korpusu Pancernego. Na dzień 21 września1942 na wyposażeniu korpusu było: 217 czołgów, w tym: 10 KW, 119 T-34 i 88 T-70. 
W czasie walk przeciw wojskom niemieckim okupującym ziemie polskie 1 Korpusem Zmechanizowanym dowodził gen. Siemion Kriwoszein i uczestniczył on m.in. w walkach o Mszczonów, Łowicz, Kutno, Wągrowiec, Rogoźno, Chodzież i Kostrzyn oraz w sforsowaniu rzeki Odry na południe od Cedyni.

## Dowódcy korpusu
- gen. mjr Michaił Czerniawski (21.01.1941 - 23.08.1941)
- gen. por. Siemion Kriwoszein (09.02.1942 - 05.09.1945)[2]

## Struktura organizacyjna
Skład 22 czerwca 1941 roku:
- 1 Dywizja Pancerna
- 3 Dywizja Pancerna
- 163 Dywizja Zmechanizowana

Skład (II formowanie):
- 19 Brygada Zmechanizowana,
  - 9 pułk czołgów,
- 35 Brygada Zmechanizowana,
  - 4 pułk czołgów,
- 37 Brygada Zmechanizowana,
  - 3 pułk czołgów,
- 65 Brygada Pancerna (do wiosny 1943 r.),
- 219 Brygada Pancerna oraz oddziały korpuśne: 647 samodzielny batalion łączności (od 09.07.1943r.), 18 samodzielny batalion saperów (od 26.09.1942 r.), 109 batalion remontowy (do 01.01.1945 r.), 565 polowa baza remontowa czołgów (od 01.01.1945 r.), 566 polowa baza remontowa samochodów (od 01.01.1945 r.), 144 samodzielna kompania chemiczna (od 09.07.1943 r.), 45 samodzielna kompania minowania (od 26.09.1942 r.), 27 samodzielna kompania transportowa (od 26.09.1942 r.), oddział łączności lotniczej (od 09.07.1943 r.), 6 piekarnia polowa (od 09.07.1943 r.), 1773 polowa kasa Gosbanku (od 26.02.1943 r.) i 2237 poczta polowa (od 26.02.1943 r.).